# Øster Han Herred

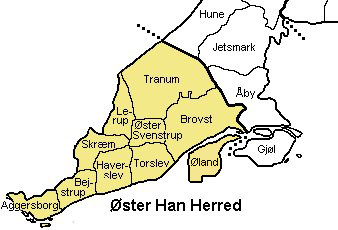
Øster Han Herred

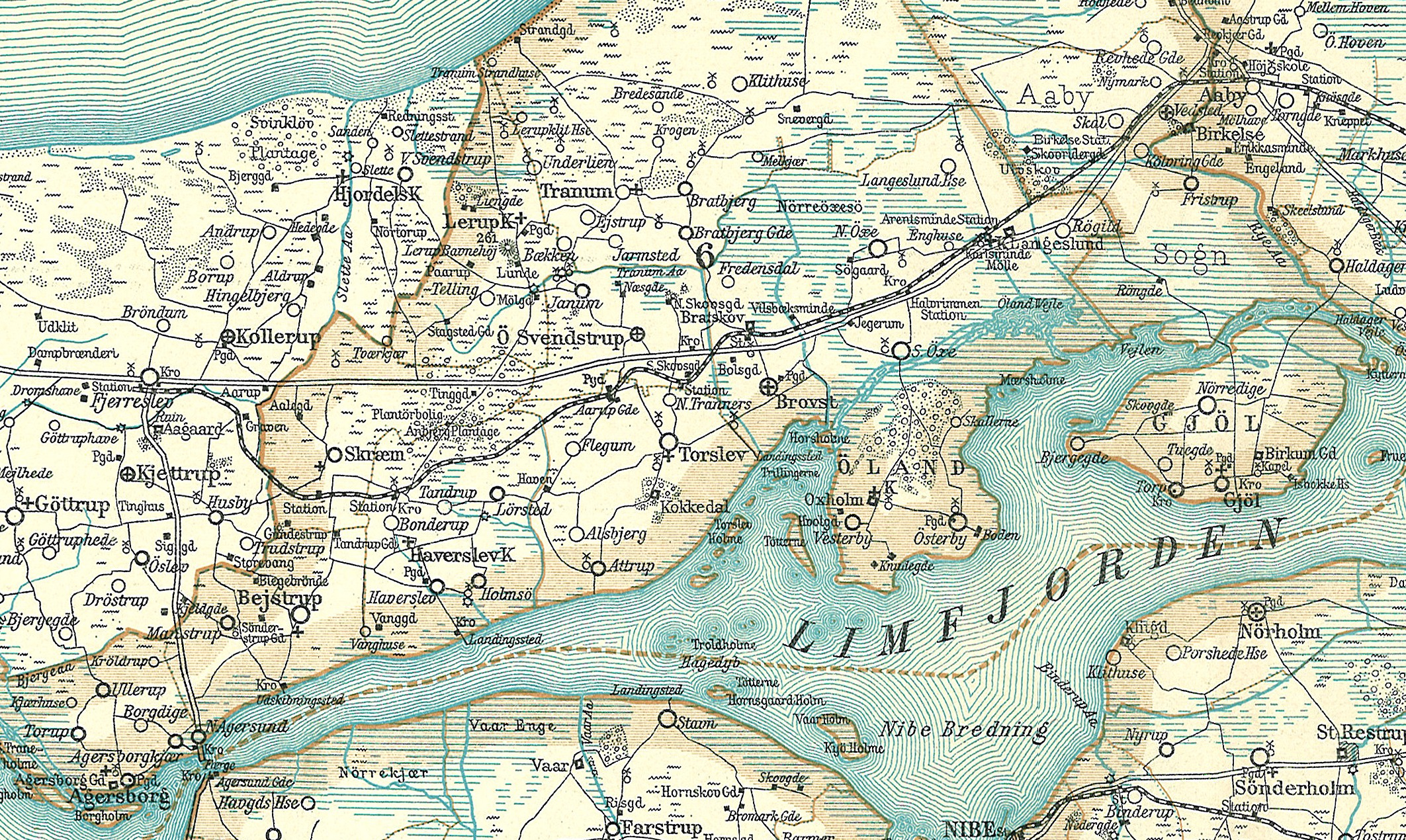
Øster Han Herred rond 1900 (het noorden mist)

Øster Han Herred was een herred in het voormalige Hjørring Amt in Denemarken. In 1970 werd het gebied deel van de nieuwe provincie Noord-Jutland. Øster Han is het oostelijke deel van de oorspronkelijke Han Herred. Bij de indeling in amten in Denemarken in 1793 werd deze herred gedeeld in een wester Vester Han Herred en een oostelijk deel. Het westelijk deel ging naar Thisted Amt, het oosten naar Hjørring.

## Parochies
Øster Han is verdeeld in 10 parochies:
- Aggersborg
- Bejstrup
- Brovst
- Haverslev
- Lerup
- Skræm
- Torslev
- Tranum
- Øland
- Øster Svenstrup